# 新潟県道75号十日町川西線
新潟県道75号十日町川西線（にいがたけんどう75ごう とおかまちかわにしせん）は、新潟県十日町市内を通る県道（主要地方道）である。

## 概要
路線名の「川西」は、終点付近の旧自治体名（新潟県中魚沼郡川西町）に由来する。

### 路線データ
- 実延長：10,921.1 m[1]
- 起点：新潟県十日町市本町2丁目（国道117号交点）
- 終点：新潟県十日町市室島乙（国道403号交点）

## 歴史
- 1993年（平成5年）5月11日 - 建設省から、県道十日町川西線が十日町川西線として主要地方道に指定される[2]。

## 路線状況

### 重複区間
- 国道253号（高田町六交差点 - 十日町市小泉）
- 新潟県道49号小千谷十日町津南線（浅河原交差点 - 十日町市小泉で重複）

## 地理

### 通過する自治体
- 十日町市

### 交差する道路
- 国道117号（起点：十日町市本町2丁目）
- 国道253号（高田町六交差点）
- 新潟県道49号小千谷十日町津南線（浅河原交差点、国道253号重複区間）
- 国道253号（十日町市小泉、県道49号重複区間）
- 新潟県道49号小千谷十日町津南線（十日町市小泉）
- 国道403号（終点：十日町市室島乙）

### 沿線
- JR飯山線・北越急行ほくほく線 十日町駅
- 新潟県立十日町病院
- 小千谷総合病院附属十日町診療所
- 国税庁 関東信越国税局 十日町税務署
- 新潟家庭裁判所 長岡支部 十日町出張所
- 新潟労働局 十日町労働基準監督署
- 十日町市役所
- 新潟県立十日町高等学校
- 新潟県立十日町総合高等学校
- 十日町市立十日町中学校
- 十日町市立吉田中学校
- 十日町市立十日町小学校
- 十日町市立吉田小学校
- 第四北越銀行 十日町中央支店
- 第四北越銀行 十日町支店
- 大光銀行 十日町支店
- 新潟県労働金庫 十日町支店
- 新潟縣信用組合 十日町支店
- JA十日町
  - 本店
  - 吉田支店
- 十日町郵便局
- 十日町高田郵便局
- 魚沼吉田郵便局
- 十日町本町簡易郵便局
- ミートコンパニオン 新潟工場・新潟第二工場
- イオン 十日町店
- ホームセンタームサシ 十日町店
- リオン・ドール 十日町店
- Aコープ 十日町店
- 真電 十日町店
- 原信 十日町店
- 信濃川
- 信濃川運動公園
- 星と森の詩美術館